# Lista de geleiras
Devido à informação de alguma forma esparsa, algumas geleiras, especialmente aquelas nos trópicos, podem não mais existir como listadas. Isso é especialmente verdade para geleiras na África e Nova Guiné.
Esta página compara Listas de geleiras.

## Listas de geleiras
- Lista de geleiras na Ásia
  - Lista de geleiras da Índia
  - Lista de geleiras do Paquistão
- Lista de geleiras na África
- Lista de geleiras na Antártica
  - Lista de geleiras subantárticas
- Lista de geleiras na Europa
  - Lista de geleiras da Islândia
  - Lista de geleiras na Noruega
  - Lista de geleiras na Suiça

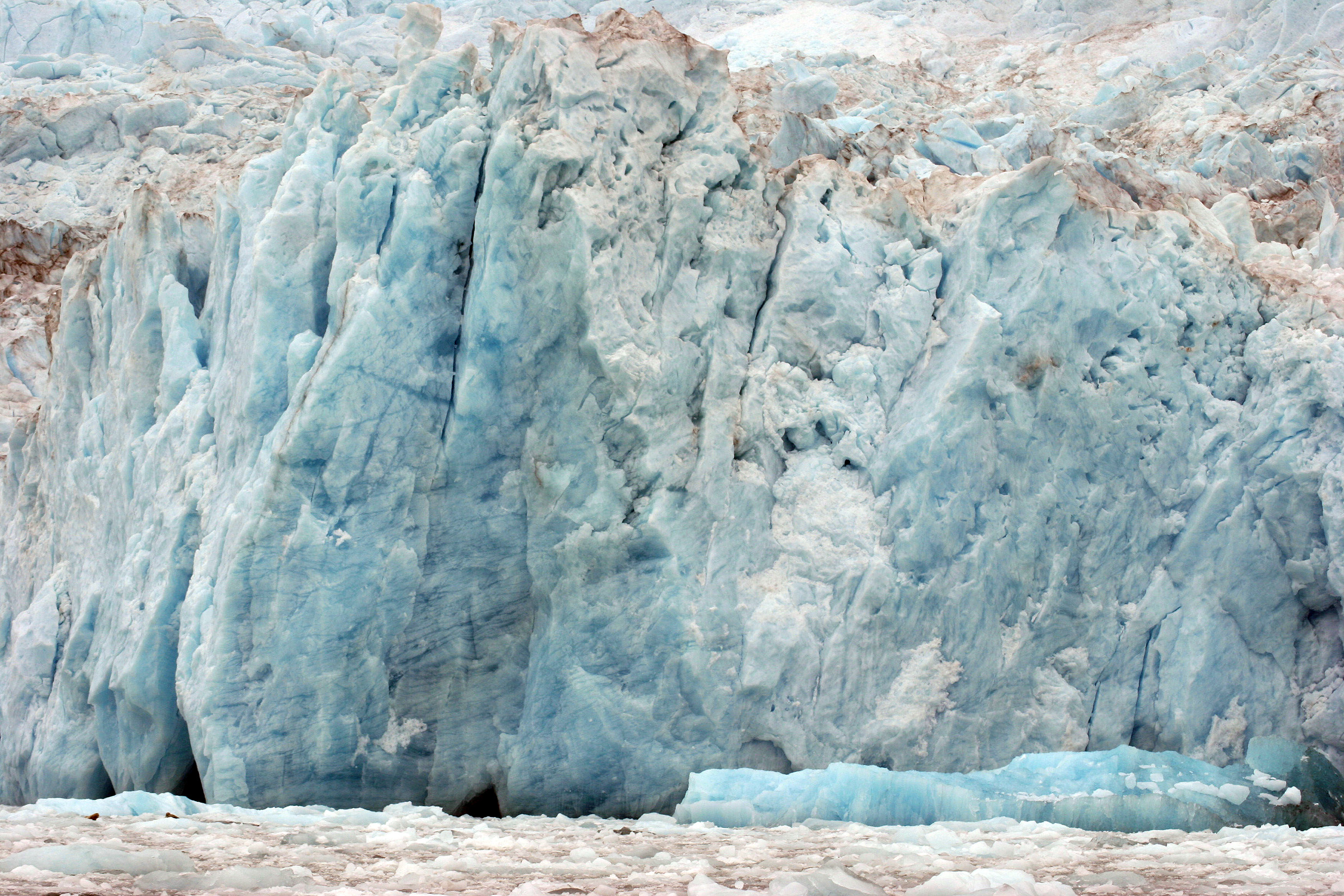
A Geleira Chenega, uma geleira ativa

- Lista de geleiras na América do Sul
  - Geleiras da Argentina
  - Lista de geleiras do Chile
- Geleiras da América do Norte
  - Lista de geleiras nos Estados Unidos
  - Lista de geleiras na Canadá
  - Lista de geleiras na Groenlândia
  - Lista de geleiras no México
- Geleiras da Nova Zelândia

## Outra
- Nova Guiné - Puncak Jaya

- Austrália - nenhuma geleira resta no continente Austrália ou Tasmânia. Algumas são localizadas no território das Ilha Heard e Ilhas McDonald na Ilha Heard no Oceano Índico do sul.

## Isoladas
- Geleira Christensen - Ilha Bouvet
- Geleira Posadowsky - Ilha Bouvet
- Geleira Cook - Ilhas Kerguelen
- Geleira Fortuna - Ilhas Geórgia do Sul e Sandwich do Sul
- Pico Mawson - Ilha Heard - Oceano Índico
- Geleira Jacka - Pico Anzac - Ilha Heard - Oceano Índico